# دلمرادبازار
دلمرادبازار (بالفارسية: دلمرادبازار) هي قرية تقع في منطقة بولان في إيران. حسب إحصاء سكان في سنة 2006 قدر عدد سكانها بـ 356 نسمة في 70 أسرة.